# 宝莱坞
宝莱坞（英語：Bollywood）是印度孟买电影工业基地的别名，也被稱作是「印地語電影」。目前“宝莱坞”這個名字在《牛津英语词典》中已经有了自己的条目。
宝莱坞也泛稱為“印度電影”，不過乌尔都语诗歌在这里也相当常见，同时英语的对白和歌曲所占的成分也正在逐年增加。许多影片中的对白包含英语单词、短语，甚至完整的句子。一些电影还推出了两种或三种语言版本，采用不同语言的字幕或音轨。
宝莱坞以及印度的其他主要影视产地如克莱坞、塔莱坞（（泰米尔语 - Kollywood，泰卢固语，孟加拉语——Tollywood，坎拿达语和马拉亚拉姆语等）共同构成了印度庞大的电影产业，每年出产的电影数量和售出的电影票数量居全世界第一，这些电影主要以印地语为主要语言，其特点是时长较长，同时包含大量的歌舞场面。
近幾年，宝莱坞电影在内容上也力求革新，涌现出许多兼具艺术性、原创性和娱乐性的佳作。印度的教育问题也是影片关注的热点之一。如探討教育本質的《心中的小星星》、以戲謔方式批判大學教育並成為最賣座寶萊塢電影的《三個傻瓜》、探討印度穆斯林在911事件後在美國遭受歧視的《我的名字叫可汗》，以及具有女權思想的《救救菜英文》。

## 影片类别
宝莱坞的电影通常被定义为歌舞片。几乎每部影片中都至少有一段唱歌跳舞的场景。印度的观众期望他们的花费物有所值，影片的表演者通常被称為「paisa vasool」，是“钱之所值”的意思。歌唱和舞蹈、三角恋爱、喜剧再加上超胆侠的惊险场面，最终混和在一部时长三小时、包含一次幕间休息、铺张华丽的表演之中。这些影片称作“玛撒拉电影”，以印地语代表混和香料的“瑪撒拉”一词命名。如“瑪撒拉”香料一样，这些电影实际上是各种元素的混合体。
影片的情节多是通俗闹剧，包含许多公式化的元素，比如不幸的情侣，愤怒的父母，腐败的官员，绑匪，心怀阴谋的恶人，沦落风尘的善良女子，失散已久的亲人和被命运分开的兄弟姐妹，戏剧性的命运转折和便利的巧合。
当然，也有一些影片追求更多艺术性和更复杂的剧情（比如沙提阿耶特·雷、Mrinal Sen、古魯·度特、Shyam Benegal、Hrishikesh Mukherjee和Gulzar等人的作品），然而，这些电影往往在票房上不敌口味更大众化的电影。然而，寶萊塢正在转变。当前的电影逐渐朝着打破或讽刺颠覆陈规的方向发展。观众中有一重要部分是受过教育的年轻城市人，他们希望看到更为多样化的印度电影。
应该指出的是，符合大众口味的电影中也有不少是有价值的，或者作为精雕细琢的娱乐片，或者以其自身的方式有着艺术上的成就。宝莱坞电影的任何一个影迷都能够列出一系列超过普通masala电影的影片来。
電影音樂在這裡被稱作filmi。（來自印地語，意為「電影的」）。
很多演员，尤其是现今的演员，都是出色的舞者，但很少有演员同时具备歌手的才华。因此，影片中的歌曲通常由专业的歌手根据演员的唇形单独录制。
录音歌手通常会在影片的片头显著位置亮相，并拥有自己的支持者。这些歌迷为了聆听他们喜爱的歌手的歌声，甚至会观看在其他方面并不出色的影片。电影音乐的作曲者，即音乐总监，也是家喻户晓的人物，因为他们的歌曲往往能够影响一部电影的成功与否。
早期的宝莱坞电影中，舞蹈主要基于印度舞蹈编排，包括古典风格、历史上印度北部舞女的舞蹈或民族舞蹈。在当代电影中，印度舞蹈的元素开始与西方舞蹈风格（如MTV和百老匯音樂劇中的）相融合，不过西方流行和印度古典舞蹈在同一部电影中出现的情景也不少。通常，男女主角会分别与同性的伴舞一同表演。而男女主角的双人舞则常在美丽的自然风光中或雄伟的建筑里进行，这种场景被称作“图画化”。而瑞士是這種場景的一個熱門外景地——主要因为阿尔卑斯山谷的风貌让人联想到克什米尔。尽管克什米尔被认为是印度最美丽的地区之一，但由于长期以来的暴力冲突，它已经成为一个禁区。
歌曲的歌词以不同方式与电影中的情节联系在一起。有时，歌曲被融入情节中，使演员有演唱的理由；而另一些时候，歌曲则成为演员思想的一种外化，或者预示着即将发生的事件——这种事件通常是两个角色陷入爱河。

## 对白和歌词
电影的对白和歌曲的歌词通常由不同的人编写。对白通常使用印地语，诗歌部分使用乌尔都语。如今的主流影片更加融入了许多英语元素。在这些感情夸张、充满戏剧性的对白中，经常提到的主题包括神、家庭、母亲和自我牺牲。
- 在1975年的电影Deewar（英语：Deewar）裡，匪徒Vijay和他的亲生兄弟警察Ravi的对话：

|  | Vijay: 我们的生活都是从同一个地方开始的——再看看我的现在和你的现在。我有车，房子，钱——你有什么？ （停顿） Ravi: 我有母亲。 |

歌曲作者通常会偏好某些特定的歌词作者，以至于歌词作者和歌曲作者被视为一个小组。歌词一般都会涉及爱情。宝莱坞的歌词，尤其是老电影里面，经常使用乌尔都语或印度斯坦语，其中融入了丰富而优雅的各种阿拉伯和波斯外来语。下面是一个例子，来自1983年的电影“英雄”（Hero），由伟大的歌词作者Anand Bakshi作词。
|  | Bichhdey abhi to hum, bas kal parso, jiyoongi main kaisey, is haal mein barson? Maut na aayi, teri yaad kyon aayi, Haaye, lambi judaayi! 我们刚刚分开了一两天， 我要怎么再这样过几年？ 死亡没有到来；可为什么对你的记忆却到来了？ 哦，这漫长的分离！ |

## 演员

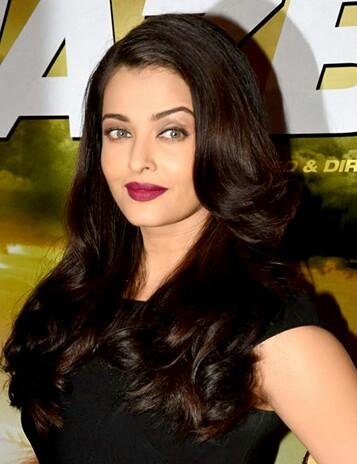
爱丝维娅·莉·巴克汗
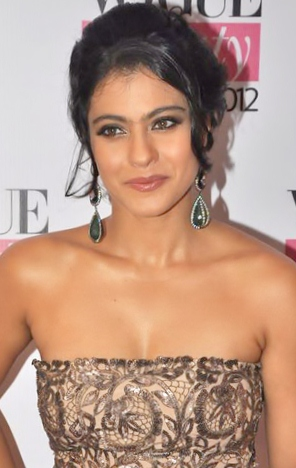
卡约儿
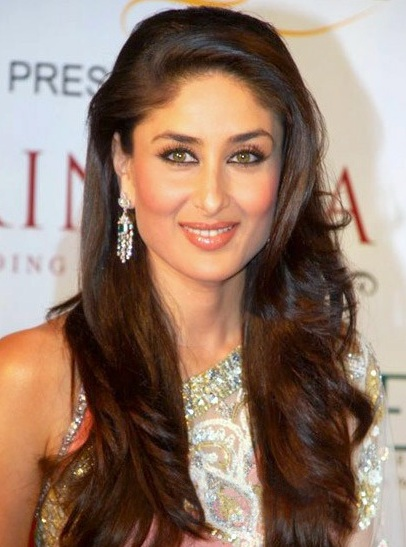
卡琳娜·卡浦尔
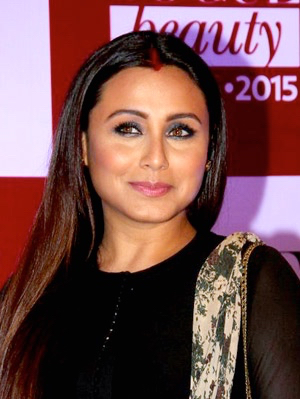
拉妮·穆科吉
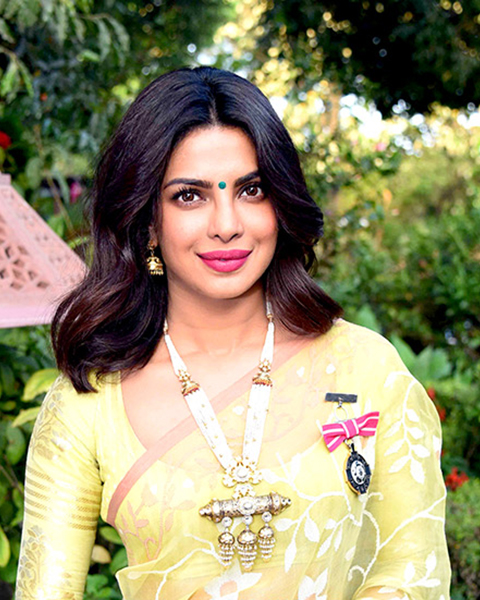
琵豔卡·喬普拉
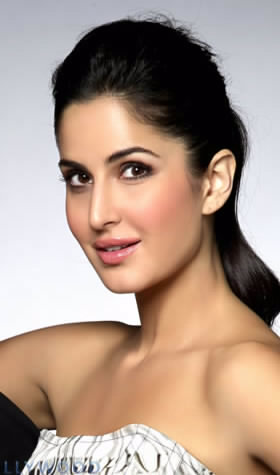
卡特丽娜·卡芙
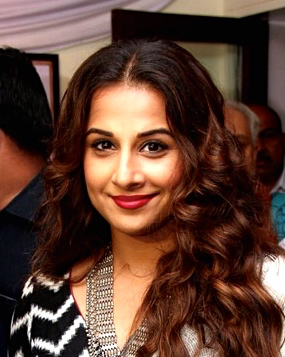
玮焍娅·芭兰
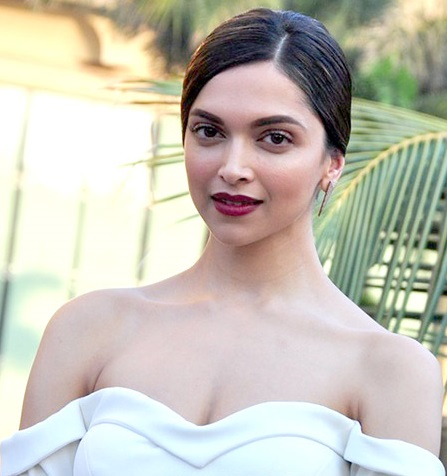
荻皮卡·帕都恭
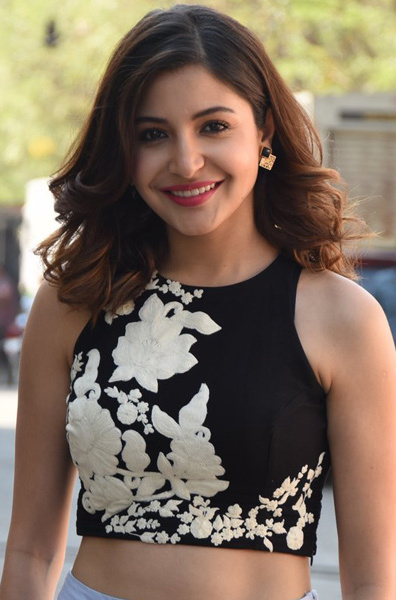
安努舒卡·沙瑪

宝莱坞吸引了印度各地的人前来工作，包括成千上万满心期盼在电影业一举成名的演员。模特兒和选美选手，电视演员，剧场演员甚至普通人都来到孟买，梦想能成为明星。但是和在好莱坞一样，只有极少数人最后能获得成功。
明星们的名气在娱乐界起伏不定，在宝莱坞也不例外。一部电影就可以即刻使明星的受欢迎度上升或下降。只有很少一部分人能够成为全国范围的偶像，名气不再受几部电影的成功或失败所影响，比如阿米塔布·巴沙坎。导演们竭尽全力去争夺当红的明星，因为明星被认为是电影成功的保证（虽然这种信心最后不一定真能带来票房的好结果）。影星们也因此一旦受到欢迎就同时接拍几部电影来巩固自己的名气地位。Aamir Khan是为数不多的一些坚持一次只拍一部电影的著名影星之一
宝莱坞可能存在排外的情况，与电影业内有关系的人更容易获得令人向往的机会。然而，仅仅依赖业内的关系并不能确保长期的成功。竞争是激烈的，如果新一代演员无法在票房上取得成功，他们的事业也会受到挑战。
著名的电影家族：
- 卡浦尔家族
- 迪奥家族
- 卡纳家族
- 杜特家族
- 胡笙家族
- 汗家族

当代知名的印度电影演员：
- 男性：

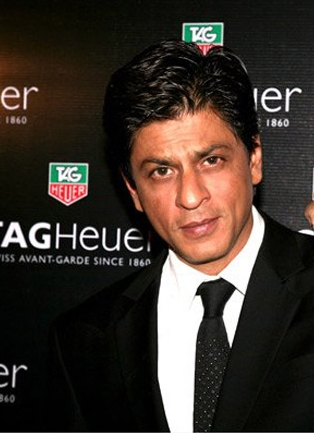
沙鲁克·汗
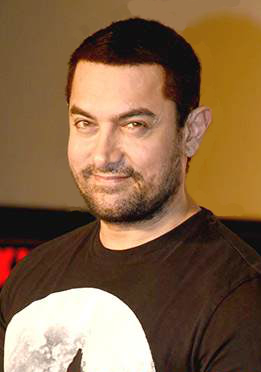
阿米尔·汗
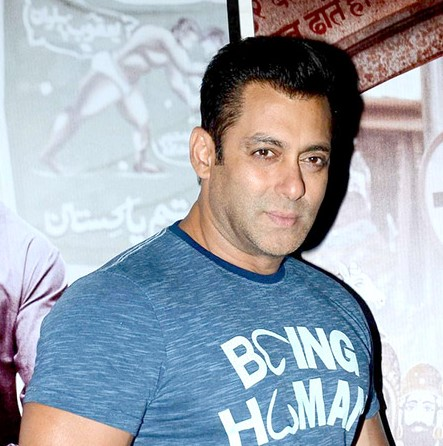
萨尔曼·汗
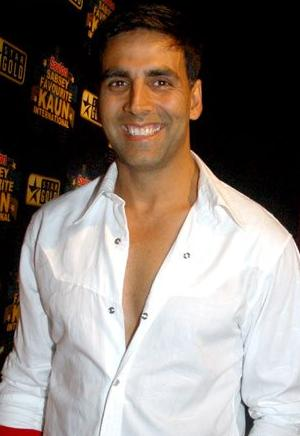
阿克夏·库马
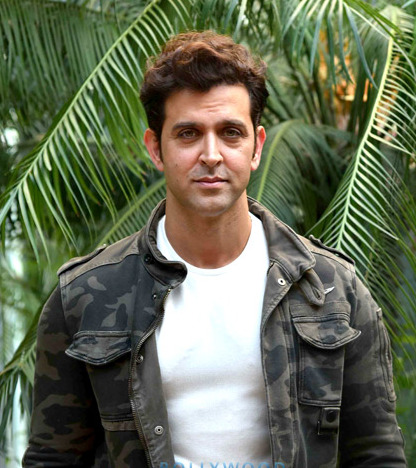
李提克·罗森
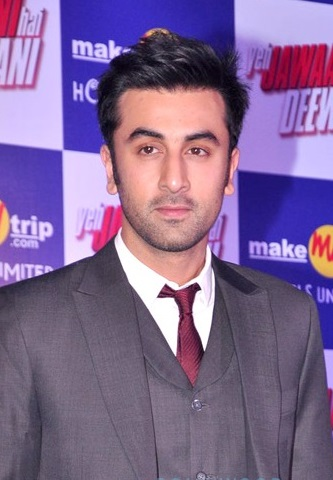
兰比尔·卡普尔

- 女性：

- 爱丝维娅·莉·巴克汗
- 卡约儿
- 卡琳娜·卡浦尔
- 拉妮·穆科吉
- 琵豔卡·喬普拉
- 卡特丽娜·卡芙
- 玮焍娅·芭兰
- 荻皮卡·帕都恭
- 安努舒卡·沙瑪